# 茹鲁阿亚
茹鲁阿亚是巴西米纳斯吉拉斯州的一个市镇。总面积219.512平方公里，总人口8260人，人口密度37.6人/平方公里。